# ГЕС Чимего
ГЕС Чимего (італ. Cimego) — гідроелектростанція на півночі Італії. Розміщена між ГЕС Малга-Боаццо (вище за течією) і ГЕС Сторо, входить до складу каскаду на річці Кьєсе (ліва притока Ольо, яка через По належить до басейну Адріатичного моря).
У верхній течії Кьєсе дренує центрально-східну частину Адамелло-Пресанелла Альп. Тут у 1955 році спорудили водосховище з об'ємом 12,4 млн м3, яке утримує гравітаційно-контрфорсна гребля Малга-Боаццо висотою 57 метрів та довжиною 440 метрів, що потребувала 79 тис. м3 матеріалу.
Від водосховища через гірський масив правобережжя проклали дериваційний тунель довжиною 11,5 км та діаметром 3,5 метра, який на своєму шляху отримує додатковий ресурс із потоків Редеттон, Нова, Рібор, Сорино, Сероль, Джуліс, Канмп'єлло, Піссола, Чимего, Валь-Бона, Фай та Різак. На завершальному етапі він переходить у напірний водогін довжиною 1,2 км та діаметром від 3,3 до 2,9 метра. Ресурс подається до машинного залу, обладнаного двома турбінами типу Пелтон потужністю по 220 МВт, які при напорі у 738 метрів забезпечують виробництво 388 млн кВт·год електроенергії на рік.
Крім того, для використання ресурсу проміжної секції річки між Малга-Боаццо та машинним залом на Кьєсе спорудили ще одну греблю Понте-Мурандін, яка відводить ресурс до другого дериваційного тунелю довжиною 3,3 км та діаметром 1,8 метра, що переходить у напірний водогін довжиною 0,5 км та діаметром від 1,4 до 1,2 метра. Ця схема забезпечує значно менший напір, ніж у першої — 230 метрів та в декілька разів меншу подачу води (4,5 м3/с проти 35 м3/с від греблі Малга-Боаццо). Як наслідок, від Понте-Мурандін живиться одна турбіна типу Френсіс потужністю 9,2 МВт, що при напорі у 220 метрів виробляє 27 млн кВт·год електроенергії на рік.
Відпрацьована вода потрапляє до створеного на Кьєсе нижнього балансуючого резервуару.